# Bruno Maderna
Bruno Maderna (Venecia, 21 de abril de 1920-Darmstadt, 13 de noviembre de 1973) fue un compositor y director de orquesta italiano y una de las grandes figuras de la música de su país en el siglo XX. Con sus composiciones, su enseñanza y desde la dirección de orquesta contribuyó a difundir las obras maestras de la vanguardia europea. En 1955, junto con Luciano Berio, fundó el Studio di Fonologia Musicale (Estudio de Fonología Musical) de la RAI de Milán .
El estilo compositivo de Maderna —distinto del de sus amigos y contemporáneos Berio, Boulez, Stockhausen y Nono— se basa en el uso de técnicas deterministas precomposicionales, en una interpretación personal del concepto de «obra abierta» y en un tratamiento melódico que aparece incluso en las más complejas texturas. Sus obras más conocidas son: Musica su due dimensione (1952), Concierto para piano (1959), Concierto para oboe (1962), Don Perlimplín (1962), Hyperion (1964), Stele a Diotima (1965) y Quadrivium (1969) y Juilliard Serenade (1970).

## Biografía

### Años de formación
Bruno Maderna nació el 21 de abril de 1920 en Santa Ana di Chioggia, un pequeño pueblo cercano a Venecia. Su madre, Caroline Maderna, nunca confesó quien era su padre (aunque muchos indicios apuntan a que fue Umberto Grossato, su paternidad nunca fue reconocida oficialmente). A los cuatro años comenzó a tocar varios instrumentos, entre ellos el violín, y su abuelo ya comentaba que el niño era un genio. Su familia regentaba un local con pista de baile y allí comenzó a tocar. En 1930, ya era la atracción principal de la banda «Happy Grossato Company», que tocaba arreglos de canciones en hoteles, cabarets, y locales de variedades.
Dos años más tarde, a los doce años, Bruno dirigió a la Orquesta de La Scala en un concierto operístico de repertorio del siglo XIX. Entre septiembre de 1932 y diciembre de 1935, también dirigió con gran éxito en Milán, Trieste, Venecia, Padua y Verona, en la Arena. Su fama alertó a las autoridades fascistas en 1933, que al descubrir que Grossato no era su padre legal, lo colocaron bajo la tutela de un músico de La Fenice y comenzaron a mostrarlo internacionalmente como una gloria del régimen, un niño prodigio conocido como «Brunetto». Esta vida agotadora acabó cuando Irma Manfredi, diseñadora de moda en Verona, intervino y lo acogió en su propia casa. Se matriculó en el Conservatorio de Milán, y estudió violín y composición; paralelamente tuvo profesores particulares privados, como el compositor Arrigo Pedrollo, que le daba lecciones de música. Aun así, suspendió el curso intermedio en el Conservatorio en 1937. Se trasladó a Roma —gracias a la intervención de Vaticano, con una carta de recomendación del cardenal Montini, futuro papa Pablo VI— y estudió en la Accademia di Santa Cecilia. Se graduó en 1940 en composición y musicología, bajo la dirección de Alessandro Bustini, que también enseñó a Goffredo Petrassi, Guido Turchi y Carlo Maria Giulini.
A pesar de una infancia tan azarosa, Maderna maduró sin más contratiempo, y según los testimonios de quienes le conocieron, era un joven sensato, sabedor de sus limitaciones y plenamente consciente de toda la publicidad que le había rodeado. Después de graduarse, amplió sus conocimientos de dirección de orquesta en el año 1941 en la Accademia Musicale Chigiana, en Siena con Antonio Guarnieri y de composición en Venecia, en el curso internacional de doctorado para compositores (1942-43) que impartió Gian Francesco Malipiero. Malipiero le inculcó su gran amor por la música antigua, especialmente por la veneciana. Maderna estará siempre agradecido a Malipiero, como compositor y sobre todo, como hombre.

### La Segunda Guerra Mundial
Durante la II Guerra Mundial, Maderna estuvo en el Ejército en los años 1942 y 1943. En febrero de 1945 se unió a los partisanos y fue capturado y encarcelado en un campo de concentración. Tras la guerra, Maderna tuvo dificultades para seguir su carrera musical en un país desolado. La amistad con Malipiero le sirvió para obtener un puesto de profesor de solfeo en el Conservatorio de Venecia, una labor que desempeñara, con alguna discontinuidad, hasta 1952. En esos años tenía una clase muy numerosa, a la que asistía Luigi Nono, con quien entabló una amistad de por vida (en aquel momento, Nono solo era un joven estudiante de derecho y con él coincidió más adelante como compañero de estudios en los «Cursos Internacionales de Verano de Darmstadt»).
En esos años del Conservatorio estudió en profundidad la música antigua y medieval, estudios que fueron la base para muchos de sus primeras composiciones. Malipiero le presentó al editor Ricordi, para quien transcribió entre 1947 y 1949 numerosos conciertos de Vivaldi. Malipiero también consiguió que estrenase una de sus obras, la Serenata per 11 instrumenti, en la Biennale de Venecia de 1946, la primera que se celebraba tras la guerra. En febrero de ese mismo año 1946 se casó con su primera esposa, Raffaella Tartaglia. Debido a las estrecheces económicas por las que pasaban, Maderna se vio obligado a aceptar todo tipo de encargos, componiendo para la radio y el cine, y también música de baile.
En 1948 asistió en Venecia al Curso Internacional de Dirección que impartió Hermann Scherchen, que le sugirió que acudiese al «Curso Internacional de Verano de Nueva Música» de Darmstadt («Internationale Ferienkurse für Neue Musik). Al año siguiente, en 1949, estrenó allí una de sus obras, las B.A.C.H. Variationen per due pianoforti, en un marco en que interpretara muchas de sus obras y en el que llegaría a ser docente a partir de 1956. (Muchos detalles de su actividad como profesor, director y administrador se pueden estudiar en la correspondencia voluminosa que mantuvo con el fundador de los cursos, Wolfgang Steinecke). 
El 25 de enero de 1950 dirigió en París su primer concierto en el extranjero y por invitación de Karl Amadeus Hartmann, lo hizo en Mónaco el 28 de febrero de ese mismo año. (Hartmann también le llamó para dirigir un concierto en el festival «Música Viva» de Múnich, en la primera vez que llamaron a un director extranjero). Fue el inicio de una fatigosa pero exitosa e incesante carrera de director de orquesta, que le llevó a dirigir en Italia, Alemania, Suecia, Bélgica y Austria. 
En Darmstadt conoció a lo largo de los años a los compositores más implicados con la nueva música, a Boulez, Messiaen, Stockhausen, Cage, Unruh, Pousseur y también a los intérpretes más importantes de música contemporánea, como los hermanos Kontarsky, Lothar Faber, Severino Gazzelloni, Han de Vries, Christiane Edinger y Theo Olof, muchos de los cuales le solicitaron nuevas piezas (por ejemplo, la pieza Musica su due dimensioni fue escrita para Gazzelloni). 
También en Darmstad conoció a su nueva compañera, Beate Christine Köpnick —con la que vivió a partir de 1950 (pero sin casarse hasta 1972), y que le dio tres niños— y al dramaturgo Harro Dicks, cuya influencia se manifiesta en sus trabajos escénicos. En 1951, mientras estaba en el «Internationale Ferienkurse für Neue Musik» en Darmstadt participa en la fundación del «Kranichsteiner Kammer-Ensemble» (conjunto de cámara).
En 1952, Nono y Maderna se afiliaron al Partido Comunista Italiano (PCI). Trabajó durante largos periodos en Milán con un grupo de intelectuales —Luigi Rognoni, Luigi Pestalozza y Roberto Leydi— y de músicos —Luciano Berio, Cathy Berberian y Giacomo Manzoni— que rejuvenecieron la escena musical italiana con nuevas iniciativas. Maderna, Nono y Berio (y otros), fundaron en 1955, en Milán, el «Studio di Fonologia Musicale» de la RAI, con el fin de explorar la composición de música electrónica, siendo muy importante el uso de la cinta magnetofónica. También organizaron los «Incontri Musicali», para la difusión de la música contemporánea (1956-60), una iniciativa que incluía una revista musical (supervisada por Berio), un conjunto (fundado y dirigido por Maderna) que ofrecía ciclos de conciertos y una serie de conferencias, conferencias que fructificaron en un Curso de técnica dodecafónica que impartió en el Conservatorio de Milán en 1957-58, a solicitud de su director Giorgio Federico Ghedini, 
En los años 1960-62, también impartió seminarios de composición en la «Darlington's Summer School of Music» de Devon (Gran Bretaña). De 1961 a 1966 fue director estable, con Pierre Boulez, del «Internationales Kranichsteiner Kammerensemble», dirigiendo conciertos en Tokio (1961) y Buenos Aires (1964).

### Los años en Alemania

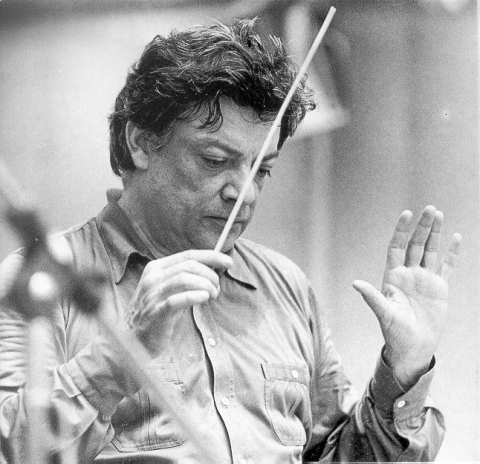
Foto de 1963.

En 1963, Maderna se estableció definitivamente en Darmstadt, aunque a menudo volvió a Milán para dirigir la Orquesta de la Radio y utilizar las instalaciones del «Studio di Fonologia Musicale». A pesar del tiempo que le ocupaban sus cometidos en Darmstadt y Milán, siguió componiendo y sobre todo dirigiendo, de modo que será ya más conocido como director que como compositor. Adquirió pronto una reputación como exponente de la música contemporánea, especialmente de la Segunda Escuela Vienesa —Berg, Webern, Schöenberg— y del grupo de compositores ligados a Darmstad —Berio, Boulez, Nono, Lutovslawski, Ligeti—, aunque fue de todas maneras un director ecléctico, que podía alternar diferentes estilos musicales. Más adelante amplió su repertorio incluyendo las principales obras clásicas del siglo XX —Debussy, Ravel, Bartok, Stravinski, Prokófiev, Messiaen—, a los sinfonistas austro-alemanes —Brahms, Mahler— así como algunas óperas —Dido y Aeneas, de Purcell; Parsifal, de Wagner;Pelléas et Mélisande, de Debussy; y varias obras de Mozart. Sus interpretaciones de las sinfonías de Mahler abrieron nuevos cauces. (Queda un buen testimonio de dicha etapa, ya que Maderna realizó muchas grabaciones, que fueron comercializadas en LP y que hoy día pueden conseguirse en CD). Además, su experiencias como compositor, le hizo una figura de enorme significación para muchos compositores italianos no mucho más jóvenes que él: Nono, Clementi y Donatoni, entre otros, han reconocido la influencia decisiva que ejerció en el inicio de sus carreras. 
Durante los años 1960 desarrolló una importante labor concertística en Holanda y en 1965 realizó una gira por Estados Unidos, dirigiendo la Orquesta Sinfónica de Chicago y la Orquesta Filarmónica de Nueva York. En 1967 enseñó en el Conservatorio de Róterdam y los años 1967, 1968 y 1969 impartió cursos de dirección orquestal en el «Salzburg Mozarteum». Ese mismo año 1969, también impartió un cursos de dirección orquestal en Darmstadt. Entre sus alumnos tuvo a Lucas Vis, Yves Prin y Gustav Kuhn.
En el año 1970 adoptó la nacionalidad alemana, pero sin renunciar nunca a la italiana. En los años setenta frecuenta los EE. UU., siendo invitado a dirigir el Juilliard Ensemble y las orquestas de Chigago, Boston, Filadelfia, Miami, Nueva York, Cleveland, Washington y Detroit. En 1971 y 1972 fue director del Berkshire Music Center (ahora Tanglewood Music Center, (Berkshire, Massachusetts, EE. UU.). 
En 1972 fue nombrado director de la Orquestra Sinfónica de la RAI de Milán y ese mismo año obtuvo el Premio Italia con su obra radiofónica Ages.
En abril de 1973, en Ámsterdam, durante las pruebas de su opera Satyricon, se le diagnosticó un cáncer de pulmón, pero continuó igualmente componiendo y dirigiendo hasta pocos días de su muerte. Falleció el 13 de noviembre de 1973 en Darmstadt, cuando trabajaba en Pelléas et Mélisande de Debussy, y fue enterrado con honores oficiales. 
En 1974, póstumamente, la ciudad de Bonn le concedió el Premio Beethoven por su obra Aura. Muchos compositores escribieron obras en su memoria, como Boulez —Rituel in Memoriam Bruno Maderna—, Berio —Calmo—, Franco Donatoni —Duo pour Bruno— o Paul Méfano —A Bruno Maderna, 1980).
La ciudad de Cesena en su honor, puso al conservatorio su nombre, Conservatorio Bruno Maderna. En 1997, en Forlì, se fundó la Orquesta Bruno Maderna, la principal orquesta de la Romaña.

## Obras

### Características musicales
Las primeras composiciones de Maderna estaban influenciadas por su estudios con Malipiero. La obra Introduzione e passacaglia: «Lauda Sion Salvatorem» (1942), muestra como había aprendido a aplicar técnicas antiguas en los modos del siglo XX, prefiriendo la claridad del diseño al colorido del último romanticismo. A la técnica contrapuntística aprendida en el Conservatorio, Maderna añadió la maestría instrumental aprendida con sus estudios de los maestros italianos del siglo XIX. Aunque no imitaba de un modo consciente a Hindemith ni a Stravinski, sí que se dejó influir por la ola del neoclasicismo entonces imperante en Italia. Por esa época, en 1942, Maderna comenzó a estudiar la técnica dodecafónica —dirigió las Variaciones op. 30 de Webern, analizó las composiciones de Luigi Dallapiccola, Riccardo Malipiero y Camillo Togni— y a familiarizarse y usar sus principios compositivos de una forma muy personal.
En 1948 escribió su primer trabajo serial, Tre liriche greche, que fue publicado por Ars Viva, probablemente por la intercesión de Scherchen.
A Maderna también le atrajeron las nuevas sonoridades, como en el Concerto per due pianoforti e strumenti (1947-48) —con influencias bartókianas y una actitud especial hacia las sonoridades difíciles— o en la pieza Honeyreves, para flauta y piano (1961), construida con complejas melodías de flauta y extraños efectos sonoros del piano (clusters, pulsado directo de las cuerdas de la caja, etc.). 
Los siguientes años exploró las vías del serialismo, aunque entendido con una gran libertad y fantasía, en las que unió la exactitud de las operaciones transformacionales con algunas inesperadas evocaciones melódicas antiguas —como la cita del «Epitaph de Seikilos» (música griega) en la Composizione no. 2 (1950)— o con el uso de melodías folclóricas —como en Composizione in tre tempi (1954)—. Este periodo acabó con la composición de la obra Quattro lettere: Kranichsteiner Kammerkantate, en la que usó textos de Frittaion, Kafka y Gramsci.
La Serenata II, para 11 instrumentos (1954, revisada en 1957 para 13 instrumentos) y el Quartetto per archi, in due tempi, (1955) evidencian la madurez de esta etapa, que se acredita con la gran cantidad de material preparatorio que se conserva —diagramas, tablas de series, matrices de números, patrones para distribución del timbre y la dinámica, planes para periódicos eventos sonoros, y, particularmente, cuadrados mágicos— en el que se puede seguir la tensión que produce en la obra el rigor compositivo, la lógica casi matemática que se quiere imponer a los materiales. Esta dialéctica entre el rigor y la fantasía probablemente le aparto de sus colegas vanguardistas. Sin embargo, hoy día, es uno de sus rasgos más modernos y distintivos. Para Maderna, esta contradicción era una parte necesaria y muy productiva del quehacer de un compositor: 

Cada vez estoy más convencido de que uno no debe ser consecuente en su vida, particularmente si uno es compositor o artista; pienso que uno debe a toda costa evitar ser demasiado consecuente'
Baroni y Dalmonte, 1985.

En esos años el nuevo paradigma de la música electrónica también le influyó obviamente, y comenzó a experimentar con la producción de sonidos de forma electrónica, con el uso de cintas magnéticas. En el «Studio di Fonologia Musicale», con la ayuda del técnico de sonido Marino Zuccheri, escribió algunos de los trabajos electroacústicos más impresionantes de su tiempo: Musica su due dimensioni (1952, revisada 1958) para flauta y cinta magnética; Notturno (1956) y Continuo (1958) ambos para cinta magnética. También compuso un divertimento electroacústico llamado Le Rire (1964).
Sus composiciones para cinta combinaron el sonido en vivo con el registrado, por ejemplo, en Musica su due dimensioni (la primera obra en hacerlo) o en el Concerto nº 1 per oboe. Estos trabajos también muestran una forma de aleatoriedad controlada, en la que la coordinación exacta de los fragmentos musicales se deja sin especificar en la partitura, debiendo de ser el director (originalmente el mismo Maderna) quien fije su secuencia y el tiempo exactos. Maderna también utilizó técnicas aleatorias en los trabajos que siguieron, dejando al ejecutante una gran libertad, particularmente después de Aulodia por Lothar (1965). Así lo hizo en Quadrivium (1969), en Ausstrahlung, para voz de mujer, flauta y oboe obligados, gran orquesta y cinta magnética —Irradiación, 1971, un homenaje a la cultura persa—, en Serenata per un satellite, una composición aleatoria para ocho instrumentos (1969) (ad libitum, violín, flauta, oboe, clarinete, marimba, arpa, guitarra y mandolina); en Grande Aulodia para flauta y oboe solistas con orquesta (1970) y en Satyricon, en que la capacidad de intercambio se convierte en un principio esencial, con las secciones componentes de las dos partituras publicadas por separado. Quizás el extremo de esta forma de trabajar, de esta opera aperta, sea la Serenata per un satellite en la que una sola página contiene anotadas las partes exactas, pero con la instrucción que los ejecutantes deben tocar como quieran, juntos, separados o en grupos, improvisando con las notas.
Una característica de todas las etapas de Maderna es su gusto por el tratamiento de las partes instrumentales para solista: para la flauta, en el Concerto per flauto (1954) y en Don Perlimplin (1962) e Hyperion; para el violín, en el Concerto per violino (1969), en Widmung (1967) y en Pièce pour Ivry (1971); para la viola, en Viola (1971); y, particularmente para el oboe, su instrumento favorito, para el que escribió tres conciertos (1962, 1967, 1973), Aulodia por Lothar (1965) y Solo (1971). Maderna veía en el oboe el medio “aulódico” perfecto que buscaba para construir la “melodía absoluta” ("aulodía" es una palabra que mezcla los términos griegos aulos —instrumento griego similar al oboe— y "melodía").
Otra característica notable, especialmente en sus últimos trabajos grandes, aunque no solamente, fue la escritura orquestal. En obras como Quadrivium, para cuatro percusionistas y cuatro grupos de orquesta (estrenado en el festival de Royan, en 1969), Aura (1972) o Biogramma (1972), los instrumentos se dividen en pequeños grupos, como pequeñas orquestas, de una manera análoga a los Gruppen de Stockhausen, pero con un ánimo y resultados muy diferentes. El interés de Maderna no era resaltar las interferencias entre las diferentes fuentes de sonido, sino el equilibrio que se puede alcanzar al contrastar el timbre y la textura de los distintos bloques, un efecto que recuerda a la música policoral veneciana de los siglos XVI y XVII. 
Otras composiciones suyas son el Concierto para piano (1959), la ópera radiofónica Don Perlimplín (1962) —basada en la obra de teatro de Federico García Lorca— y la Juilliard Serenade (1970). Escribió además muchas obras de cámara y otros trabajos diversos. También fue un amante de la música de jazz, un estilo en el que incluso compuso algunas pequeñas piezas.

### El ciclo de Hyperion
Desde el punto de vista estructural, Maderna concibe el trabajo como un montaje de secciones o pasajes, cada uno de los cuales es, hasta cierto punto, independiente del conjunto. La composición de la ópera Hyperion (1962-69), que trata sobre la relación entre el poeta —representante de lo más noble del individuo y subrayado por un acompañamiento de flauta— y la máquina —representante de la violencia alienante de las masas—, ejemplifica su forma de proceder. 
Hyperion llegó a ser, en sus numerosas versiones de concierto y escena, un gran ciclo en el que irán añadiéndose y modificándose otras obras. La primera versión —«Hyperion, lírica en forma di spettacolo», estrenada en el marco de la Biennale de Venecia, el 6 de octubre de 1964, en el Teatro de La Fenice, por Virginio Puecher— consiste en las siguientes piezas: Le rire y Dimensioni II (para cinta), tres secciones de Dimensioni III (para flauta y orquesta) y la primera parte del Aria de Hölderlin (para soprano, flauta y orquesta). Maderna agregó más adelante las secciones orquestales Entropia II y Stele per Diotima (1965), y, para la representación en Berlín en 1969, titulada Suite aus der Oper Hyperion, añadió dos secciones corales más, una sección de orquesta y varios solos de musette. 
Casi todas las piezas del ciclo —Dimensioni II (1960), La rire (1962), Entropia I (1963), II (1963), III (1969), Dimensioni IV (Dimensioni III + Stele per Diotima, 1964)), Hyperion III (Hyperion + Stele per Diotima, 1965), Gesti (1969) y Suite (1969)— se pueden interpretar aisladamente en versión de concierto, o combinarse con otros partes de la ópera, como mostró el mismo Maderna cuando la interpretó en Bolonia como Hyperion-Orfeo dolente (el 18 de julio de 1968, en el Palazzo Bentivoglio, con montaje de Belli) y en Bruselas como I morituri (con montaje de H. Claus). 

## Catálogo de obras
| Año     | Obra | Tipo de obra                   |
| ------- | --- | ------------------------------ |
| 1937-40 | Alba (V. Cardarelli), para alto y orquesta de cuerda (obra juvenil). | Música vocal (orquesta)        |
| 1942    | Introduzione e passacaglia ‘Lauda sion salvatorem’, para orquesta (obra juvenil). | Música orquestal               |
| 1946    | Requiem, para SATB, coro y orquesta. (antes de 1946) (obra juvenil). | Música coral (orquesta)        |
| 1946    | Cuarteto per archi. | Música de cámara               |
| 1946    | Serenata, para 11 instrumentos (inicio composición. Revisada 1954). | Música instrumental            |
| 1946    | Música para la película Sangue a Ca’ Foscari (Max Calindri). | Música de película             |
| 1946-47 | Liriche su Verlaine, para voz de soprano y piano. | Música vocal (piano)           |
| 1947-48 | Concerto per due pianoforti e strumenti. | Música orquestal               |
| 1948    | Tre liriche greche (Ibykos, Melanippides, anon.), soprano, pequeño coro e instrumentos. | Música coral                   |
| 1948-49 | Composizione n. 1, para orquesta. | Música orquestal               |
| 1949    | BACH Variationen, para dos pianos. | Música solista (piano)         |
| 1949    | Il mio cuore è nel sud, balada radiofónica para la RAI (sobre texto de G.Patroni Griffi).                                                                                                  | Música incidental (radio)      |
| 1949    | Fantasía e fuga, para dos pianos. | Música solista (piano)         |
| 1950    | Composizione n. 2, para orquesta. | Música orquestal               |
| 1950    | Studi per Íl processo di E Kafka, para recitador, soprano y orquesta. | Música vocal (orquesta)        |
| 1950    | Música para la película I misteri di Venezia (Ignazio Ferronetti). | Música de película             |
| 1951    | Música para la película Le due verità (A. Leonviola). | Música de película             |
| 1951-52 | Improvvisazione n. 1, para orquesta. | Música orquestal               |
| 1952    | Musica su due dimensioni, para flauta, percusiones y cinta magnética. (nuevo arreglo en 1958)                                                                                              | Música instrumental            |
| 1952    | Música para la película Il moschettiere fantasma (dir. William French y Max Calindri). | Música de película             |
| 1952    | Música para la película Porto nel tempo (documental) | Música de película             |
| 1952    | Música para la película Rialto (documental) | Música de película             |
| 1952    | Música para la película l fabbro del convento (film di Antonio Leonviola) | Música de película             |
| 1952-53 | Das eiserne Zeitalten (ballet). | Música escénica (ballet)       |
| 1953    | Vier Briefe: Kranichsteiner Kammerkantate [Quattro lettere: cantata de cámara para soprano, bajo y orquesta de cámara. (B. Frittaion, anon., F. Kafka, A. Gramsci)]                        | Música vocal                   |
| 1953    | Improvvisazione n. 2, para orquesta. | Música orquestal               |
| 1953    | Divertimento in due tempi, para flauta y piano. | Música instrumental (dúo)      |
| 1953    | Música para la película Noi cannibali (Antonio Leonviola). | Música de película             |
| 1954    | Concierto para flauta y orquesta. | Música orquestal               |
| 1954    | Sequenze e strutture, música electrónica. | Música electrónica             |
| 1954    | Serenate II, para 11 instrumentos para orquesta (rev. 1957 para 13 instrumentos). | Música instrumental            |
| 1954    | Ritratto di cita (texto: Roberto Lleydi), música electroacústica para la RAI (in colaboración con Berio)                                                                                   | Música incidental (radio)      |
| 1954    | Composizione in tre tempi, para orquesta. | Música orquestal               |
| 1954    | Música para la película Opinione pubblica (Maurizio Cargnati). | Música de película             |
| 1955    | Quartetto per archi, in due tempi. | Música de cámara               |
| 1956    | Notturno, música electrónica. | Música electrónica             |
| 1956    | Brigida vuole sposarsi, comentario a la comedia radiofónica. | Música incidental (radio)      |
| 1956    | Divertimento (1º mov., ‘Dark Rapture Crawl’; resto por Berio), para orquesta. | Música orquestal               |
| 1956    | Padri nemici, comentario a la comedia televisiva:. | Música incidental (televisión) |
| 1956    | Vizio occulto, comentario al film televisivo. | Música incidental (televisión) |
| 1956    | Música de escena para Amleto di Bacchelli. | Música de escena (teatro)      |
| 1957    | Dark rapture crawl, para orquesta (1º mov. De Divertimento rest by Berio) | Música orquestal               |
| 1957    | Syntaxis, música electrónica. | Música electrónica             |
| 1958    | Continuo, música electrónica. | Música electrónica             |
| 1958    | Musica su due dimensioni (2ª versión), para flauta y cinta magnética estereofónica. | Música electroacústica         |
| 1958    | L'augellin Belverde, comentario a la comedia radiofónica. | Música incidental (radio)      |
| 1959    | Concerto per pianoforte e orchestra . | Música orquestal (concierto)   |
| 1959    | Miramar. Espectáculo de luces y sonido en Trieste (en colaboración con Luciano Berio). | Música incidental              |
| 1959    | Il cavallo di Troia, commento alla commedia radiofonica. | Música incidental (radio)      |
| 1960    | Dimensioni II /Invenzione su una voce, su fonemi di Hans G. Helm, banda magnética a partir de voz de mujer. [Forma parte del ciclo Hyperion]                                               | Música vocal                   |
| 1956    | Giulio Cesare, Música de escena de Shakespeare; dirigida por M. Ferrero. | Música de escena               |
| 1961    | Serenate III, para banda magnética | Música electroacústica         |
| 1961    | Serenate IV, para flauta, 8 instrumentos y banda magnética | Música instrumental            |
| 1961    | Honeyrêves, para flauta y piano. (Estrenada por Rzweski y Gazelloni en la Bienal de Venecia 1962).                                                                                         | Música instrumental (dúo)      |
| 1961    | Don Giovanni e il Commendatore, comentario a la comedia radiofónica. | Música incidental (radio)      |
| 1959    | G. Man, sigla del film televisivo "Il tenente Sheridan". | Música incidental (televisión) |
| 1961-62 | Don Perlimplin (Lorca), ópera radiofónica. | Música incidental (radio)      |
| 1962    | La rire, para cinta magnética. (Forma parte del ciclo Hyperion) | Música electroacústica         |
| 1962    | Macbeth (ballet, A.A. Milloss, según W. Shakespeare) (6 Sept 1962). | Música escénica (ballet)       |
| 1962    | Composición para oboe y orquesta . | Música orquestal (concertante) |
| 1962    | Concerto n. 1, para oboe y orquesta. | Música orquestal (concierto)   |
| 1963    | Entropia I [Forma parte del ciclo Hyperion], para orquesta. | Música orquestal               |
| 1963    | Entropia II, [Forma parte del ciclo Hyperion], para orquesta. | Música orquestal               |
| 1963    | Dimensioni III, para orquesta con una cadencia para flauta solista. [Forma parte del ciclo Hyperion, incl. Entropia I, II].                                                                | Música orquestal               |
| 1964    | Aria de Hyperion, para soprano, flauta solista y orquesta (texto de Friedrich Hölderlin). [Forma parte del ciclo Hyperion]                                                                 | Música vocal (orquesta)        |
| 1964    | Dimensioni IV, para flauta y conjunto de cámara. [Forma parte del ciclo Hyperion] | Música instrumental            |
| 1964    | Hyperion, lirica in forma di spettacolo con un testo di Friedrich Hölderlin e fonemi di Hans G.Helms. [Dimensioni III + Aria da ‘Hyperion’, orquesta]. (Venice, Fenice, 6 Oct 1964)        | Música escénica (ópera)        |
| 1965    | Hyperion III [Forma parte del ciclo Hyperion, incluye Hyperion y Stele per Diotima] para flauta y orquesta.                                                                                | Música orquestal (concertante) |
| 1965    | Stele per Diotima, para orquesta con cadencias para solistas | Música orquestal               |
| 1965    | Aulodia per Lothar (para Lothar Faber), para oboe d'amore y guitarra ad libitum. | Música solista (oboe)          |
| 1965-66 | Hyperion II (Forma parte del ciclo Hyperion, incl. Dimensioni III, Aria da Hyperion, Cadenza), para flauta y orquesta.                                                                     | Música orquestal (concertante) |
| 1966    | Amanda, violín y orquesta. | Música orquestal (concertante) |
| 1966    | Cadenza (de Amanda) para violín y trío de cuerda. | Música de cámara               |
| 1967    | Widmung [dedicatoria] para violín solo. | Música solista (violín)        |
| 1967    | Concerto n. 2, para oboe y orquesta. | Música orquestal (concierto)   |
| 1967    | Música para la película La morte ha fatto l’uovo (Giulio Questi) | Música de película             |
| 1968    | Hyperion en het Geweld (libreto de Hugo Claus, sobre W.H. Auden, García Lorca, Hölderlin), ópera [Forma parte del ciclo Hyperion] (Bruxelles Monnaie, 17 de mayo de 1968)                  | Música escénica (ópera)        |
| 1968    | Hyperion-Orfeo dolente [Forma parte del ciclo Hyperion] [Bologna, Palazzo Bentivoglio, 18 July 1968].                                                                                      | Música escénica (ópera)        |
| 1969    | Suite (Auden, Lorca, Hölderlin), para 2 flautas, oboe/oboe d’amore, soprano, coro y orquesta [from Hyperion: Klage, Message, Psalm, Schicksalsliedchorus] (Forma parte del ciclo Hyperion) | Música coral (orquesta)        |
| 1969    | Quadrivium, para cuatro percusionistas y cuatro grupos orquestales. | Música orquestal               |
| 1969    | Von A bis Z (música de escena para la ópera televisada de R. Rass). (Estrenada en Darmstadt, 1970)                                                                                         | Música escénica (ópera)        |
| 1969    | Ritratto di Erasmo, radiodrama para la RAI. | Música incidental (radio)      |
| 1969    | Concerto per violino e orchestra. | Música orquestal (concierto)   |
| 1969    | Entropia III, para orquesta. [Forma parte del ciclo Hyperion] | Música orquestal               |
| 1969    | Music of gaity, dal Fitzwilliam Virginal Book, para orquesta de cámara | Música de cámara               |
| 1969    | Gesti (Hölderlin), para coro y orquesta. (Forma parte del ciclo Hyperion) | Música coral (orquesta)        |
| 1969    | Serenata per un satellite, para grupo de cámara. | Música de cámara               |
| 1970    | Grande aulodia, para flauta, oboe y orquesta (para Lothar Faber). | Música orquestal (concertante) |
| 1970    | Tempo libero, para banda magnética (1ª y 2ª version, 1970, 3ª version 1971) | Música electroacústica         |
| 1971    | Juilliard Serenade (Tempo libero II). | Música instrumental            |
| 1971    | Viola, para viola sola (o viola d'amore). | Música solista (viola)         |
| 1971    | Y después, para guitarra sola. | Música solista (guitarra)      |
| 1971    | Solo, para oboe, oboe d'amor, corno y musette. | Música de cámara               |
| 1971    | Pièce pour Ivry, para violín solista. (escrita para Ivry Gitlis). | Música solista (violín)        |
| 1971    | Ausstrahlung, para voz femenina, flauta y oboe obligados, gran orquesta y cinta magnética.                                                                                                 | Música vocal (orquesta)        |
| 1971    | Dialodia, para dos violines. | Música de cámara               |
| 1971-72 | Aura, para orquesta. | Música orquestal               |
| 1972    | Dialodia, para dos flautas, oboe y otros instrumentos. | Música instrumental            |
| 1972    | Venetian Journal, para tenor, orquesta y cinta magnética (Texto de James Boswell). | Música vocal (orquesta)        |
| 1972    | Biogramma, para gran orquesta. | Música orquestal               |
| 1972    | Giardino religioso, para pequeña orquesta. | Música orquestal               |
| 1972    | All the World’s a Stage (Shakespeare), chorus [incl. in radio score Ages]. | Música coral                   |
| 1972    | Ständchen für Tini, para violín y viola. | Música de cámara (dúo)         |
| 1972-73 | Ages, invenzione radiofonica para voces, coro y orquesta (texto de William Shakespeare) (RAI, 1972)                                                                                        | Música incidental (radio)      |
| 1973-74 | Satyricon, ópera sobre texto de Petronio. (Estreno: La Haya, Scheveningen, 16 de marzo de 1973).                                                                                           | Música escénica (ópera)        |
| 1973    | Concerto n. 3, para oboe y orquesta. | Música orquestal (concierto)   |

## Discografía
Maderna fue un director de orquesta que realizó muchas grabaciones, tanto de sus propias obras como de otros compositores.
| Obra                                              | Interpretes                                                                                               | Casa discográfica |
| ------------------------------------------------- | --- | --- |
| Aulodia per Lothar                                | Lothar Faber, chit.: Vincenzo Saldarelli                                                                  | CBS 61453 (lp) |
| Aura per orchestra                                | BBC Symphony Orchestra, dir.: Zoltán Peskò                                                                | Fonit Cetra ITL 70044 (lp) |
| Aura per orchestra                                | Sinfonieorchester des Norddeutschen Rundfunks, dir.: Giuseppe Sinopoli                                    | DG 2531 272 (lp), DG 423 246-2 |
| Biogramma per orchestra                           | Sinfonieorchester des Norddeutschen Rundfunks, dir.: Giuseppe Sinopoli                                    | DG 2531 272 (lp) y DG 423 246-2 |
| Composizione n.2 per orchestra                    | O. Sinfonica di Torino della RAI, dir.: Hermann Scherchen                                                 | Stradivarius STR 13600 |
| Concerto n.1 per oboe                             | Lothar Faber - O. Sinfonica di Roma della RAI, dir.: Bruno Maderna                                        | RCA Dynagroove MLDS 61005 (lp), RCA Victrola VIC-VICS 1312 (lp), RCA Victrola VIC 940.045 (lp) |
| Concerto n.1 per oboe                             | Han de Vries - Kammerorchester des Saarländischen Rundfunks, dir.: Lucas Vis                              | BVHAAST 032-033 (lp) |
| Concerto n.2 per oboe                             | Lothar Faber - Residentie-Orkest, dir.: Bruno Maderna                                                     | Stradivarius STR 10021 |
| Concerto n.3 per oboe                             | Han de Vries - Radio Philharmonisch Orkest, dir.: Bruno Maderna                                           | BVHAAST 032-033 (lp) |
| Concerto per violino                              | Theo Olof - Sinfonieorchester des Saarländischen Rundfunks, dir.: Bruno Maderna                           | BVHAAST 032-033 (lp) |
| Concerto per violino                              | Theo Olof - O. del Teatro La Fenice, dir.: Bruno Maderna                                                  | Stradivarius STR 10021 |
| Continuo (musica elettronica)                     | | Philips 836.897 DSY (fr.) (lp), Philips 835 485 AY (eur.) (lp), Philips A 00565 L (eur.) (lp), Philips J 804 (lp), allegato a "La musica moderna", Fratelli Fabbri Editori, fascicolo n.103 (lp), Mercury Limelight LS 86047 (lp) |
| Giardino religioso per orchestra                  | Ensemble, dir.: Gunther Schuller                                                                          | CBS Columbia Odissey Y 34141 (lp) |
| Grande aulodia                                    | O. Sinfonica di Torino della RAI, dir.: Giuseppe Sinopoli - Giorgio Finazzi (fl), Pietro Borgonovo (ob)   | Fonit Cetra LMA 3002 (lp) |
| Honeyrêves                                        | Severino Gazzelloni (fl), Aloys Kontarsky (pf)                                                            | Time Records 58008 (mono) (lp), Time Records S/8008 (stereo) (lp), Mainstream 5014 (lp) |
| Honeyrêves                                        | Severino Gazzelloni (fl), Bruno Canino (pf)                                                               | CBS 61256 (lp), CBS 61568 (lp), Fonit Cetra ITL 7007 (lp) |
| Honeyrêves                                        | Sigrid Eppinger fl), Helga Kirwald (pf)                                                                   | da camera magna SM 92111 (lp) |
| Pantomima da "Hyperion"                           | Cathy Berberian, Severino Gazzelloni (fl),. Internationales Kammerensemble Darmstadt, dir.: Bruno Maderna | Stradivarius STR 10009 |
| Hyperion III                                      | Severino Gazzelloni - Sinfonieorchester des Südwestfunks, dir.: Bruno Maderna                             | WER 60029 (lp) |
| Juilliard Serenade (versione sin cinta magnética) | Kammerorchester des Saarländischen Rundfunks, dir.: Lucas Vis                                             | BVHAAST 032-033 (lp) |
| Musica su due dimensioni                          | | CGD-ESZ 3 - "Elektron 3" (lp) |
| Musica su due dimensioni                          | Roberto Fabbriciani                                                                                       | ERI-Fonit Cetra, allegato al catalogo della mostra "Nuova Atlantide. Il continente della musica elettronica 1900-1986", La Biennale di Venezia, 1986 (mc)                                                                         |
| Notturno (musica elettronica)                     | | allegato a rivista "Elettronica", 1956, n.3 (lp) |
| Pièce pour Ivry per violino                       | Christiane Edinger                                                                                        | Orion ORS 75171 (lp) |
| Pièce pour Ivry per violino                       | Georg Mönch                                                                                               | Fonit Cetra ITL 70061 (lp) |
| Pièce pour Ivry per violino                       | Maryvonne Le Dizès                                                                                        | Adda CD 581022 |
| Quadrivium                                        | Sinfonieorchester des Norddeutschen Rundfunks, dir.: Giuseppe Sinopoli                                    | DG 2531 272 (lp), DG 423 246-2 |
| Quadrivium                                        | O. Sinfonica di Roma della RAI, dir.: Bruno Maderna                                                       | STR 10021 |
| Serenata n.2                                      | English Chamber Orchestra, dir.: Bruno Maderna                                                            | Time Records 58002 (mono) (lp), Time Records S/8002 (stereo) (lp), Mainstream 5004 (lp) |
| Serenata n.2                                      | Solisti di Teatromusica, dir.: Marcello Panni                                                             | CBS S 61455 (lp), Fonit Cetra ITL 70031 (lp) |
| Serenata n.2                                      | Miskolci Uj Zenei Muhely, dir.: György Selmeczi                                                           | Hungaroton SLPX 12664 (lp) |
| Serenata n.2                                      | Carme Società Italiana di Musica da Camera, dir.: Peter Keuschnig                                         | Ricordi AOCL 316330 (lp) |
| Serenata per un satellite                         | Gruppo Nuove Forme Sonore                                                                                 | Curci SPL 915 (lp) |
| Viola                                             | Aldo Bennici                                                                                              | Fonit Cetra ITL 70038 (lp) |
| Viola                                             | Karen Phillips                                                                                            | Finnadar 9007 (lp) |
| Widmung per violino                               | Christiane Edinger                                                                                        | Orion ORS 75171 (lp) |
| Widmung per violino                               | Georg Mönch                                                                                               | Fonit Cetra ITL 70061 (lp) |
| Y Después per chitarra                            | Narciso Yepes                                                                                             | Deutsche Grammophon 2530 802 (lp) |
| Y Después per chitarra                            | Maria Kämmerling                                                                                          | Paula PACD 60 |

| Año  | Compositor           | Obra | Interpretes | Casa discográfica |
| ---- | -------------------- | --- | --- | --- |
| 1956 | Purcell              | The Fairy Queen, suite | Orchestra dell'Angelicum di Milano, Cathy Berberian | Angelicum LPA 970 (lp) |
| 1956 | Petrucci, O.         | Odhecaton, suite (trascr. Maderna) | Orchestra dell'Angelicum di Milano, Cathy Berberian | Angelicum LPA 970 (lp) |
| 1956 | Anonimo (XVII)       | Altenglische Violentänze (tras. Scherchen) | Orchestra dell'Angelicum di Milano, Cathy Berberian | Angelicum LPA 970 (lp) |
| 1957 | Ziani, Marc'Antonio  | Il sepolcro, oratorio per soli e orchestra | Orchestra dell'Angelicum di Milano - S.: Luciana Pio-Fumagalli, mS.: Laura Zanini, T.: Aldo Bertocci.                                                      | Angelicum LPA 985 (lp) |
| 1961 | Clementi             | Triplum, para flauta, oboe y clarinete. | Internationales Kranichsteiner Kammerensemble, Gazzelloni (fl), Faber (ob), Guy Deplus (cl)                                                                | Mainstream 5008 (lp) |
| 1961 | Nilsson, Bo          | Szene III per complesso da camera | Internationales Kranichsteiner Kammerensemble, Gazzelloni (fl), Faber (ob), Guy Deplus (cl)                                                                | Mainstream 5008 (lp) |
| 1961 | Schönberg            | Drei kleine Stüke (Fragment) | Internationales Kranichsteiner Kammerensemble, Gazzelloni (fl), Faber (ob), Guy Deplus (cl)                                                                | Mainstream 5008 (lp) |
| 1961 | Kotonski             | Canto per complesso da camera | Internationales Kranichsteiner Kammerensemble, Gazzelloni (fl), Faber (ob), Guy Deplus (cl)                                                                | Mainstream 5008 (lp) |
| 1962 | Schönberg            | Serenade op.24 | Melos Ensemble, John Carol Case (bar) | L'Oiseau-Lyre OL 250 (mono) (lp), SOL 250 (stereo) (lp) |
| 1964 | Weill                | 1930-1933, da Die Dreigroschenoper: Barbara song - Ballata della schiavitù sessuale- Tango Ballade - Jenny dei pirati - Morität - Salomon song - Ballata dell'agiatezza; da Happy End: Surabaya Johnny; da Das Berliner Requiem: La ragazza annegata; da Mahagonny: Moon of Alabama - Wie man sich bettet      | cantato da Laura Betti con la partecipazione straordinaria di Vittorio De Sica                                                                             | Ricordi SMRL 6031 (lp) |
| 1964 | Weill                | 1933-1950, da Maria Galante: Le grand lustucru - J'attends un navire; da Der Silbersee: Lied der Fennimore; I sette peccati capitali, brani dal balletto da One touch of Venus: Speak low - That's him; da Knickerbocker Holiday: How can you tell an american - September song; da Street Scene: Lonely house | cantato da Laura Betti | Ricordi SMRL 6032 (lp), Orizzonte ORL 8028 (lp) |
| 1964 | Stockhausen          | Kontra-Punkte | O. Sinfonica di Roma della RAI - Gazzelloni (fl), Faber (ob), Rzewski (p)                                                                                  | RCA Dynagroove MLDS 61005 (3 Lp), RCA Victrola VIC-VICS 1239, 1312, 1313 (lp), RCA Victrola 940.044, 940.045, 940.046 (lp), RCA Lineatre GL 31518 (lp)                |
| 1964 | Penderecki           | Trenodia per le vittime di Hiroshima | O. Sinfonica di Roma della RAI - Gazzelloni (fl), Faber (ob), Rzewski (p)                                                                                  | RCA Dynagroove MLDS 61005 (3 Lp), RCA Victrola VIC-VICS 1239, 1312, 1313 (lp), RCA Victrola 940.044, 940.045, 940.046 (lp), RCA SL 20242 (lp), Lineatre GL 31518 (lp) |
| 1964 | Brown, Earle         | Available forms I | O. Sinfonica di Roma della RAI - Gazzelloni (fl), Faber (ob), Rzewski (p)                                                                                  | RCA Dynagroove MLDS 61005 (3 Lp), RCA Victrola VIC-VICS 1239, 1312, 1313 (lp), RCA Victrola 940.044, 940.045, 940.046 (lp)                                            |
| 1964 | Pousseur             | Rimes pour diffèrentes sources sonores | O. Sinfonica di Roma della RAI - Gazzelloni (fl), Faber (ob), Rzewski (p)                                                                                  | RCA Dynagroove MLDS 61005 (3 Lp), RCA Victrola VIC-VICS 1239, 1312, 1313 (lp), RCA Victrola 940.044, 940.045, 940.046 (lp), RCA Lineatre GL 31518 (lp)                |
| 1964 | Maderna              | Konzert für Oboe und Kammerensemble | O. Sinfonica di Roma della RAI - Gazzelloni (fl), Faber (ob), Rzewski (p)                                                                                  | RCA Dynagroove MLDS 61005 (3 Lp), RCA Victrola VIC-VICS 1239, 1312, 1313 (lp), RCA Victrola 940.044, 940.045, 940.046 (lp)                                            |
| 1964 | Nono                 | Y su sangre ya viene cantando | O. Sinfonica di Roma della RAI - Gazzelloni (fl), Faber (ob), Rzewski (p)                                                                                  | RCA Dynagroove MLDS 61005 (3 Lp), RCA Victrola VIC-VICS 1239, 1312, 1313 (lp), RCA Victrola 940.044, 940.045, 940.046 (lp), RCA SL 20242 (lp), Lineatre GL 31518 (lp) |
| 1964 | Fukushima, Kazuo     | Hi-Kyo | O. Sinfonica di Roma della RAI - Gazzelloni (fl), Faber (ob), Rzewski (p)                                                                                  | RCA Dynagroove MLDS 61005 (3 Lp), RCA Victrola VIC-VICS 1239, 1312, 1313 (lp), RCA Victrola 940.044, 940.045, 940.046 (lp), RCA SL 20242 (lp)                         |
| 1964 | Berio                | Serenata I | O. Sinfonica di Roma della RAI - Gazzelloni (fl), Faber (ob), Rzewski (p)                                                                                  | RCA Dynagroove MLDS 61005 (3 Lp), RCA Victrola VIC-VICS 1239, 1312, 1313 (lp), RCA Victrola 940.044, 940.045, 940.046 (lp)                                            |
| 1964 | Lehmann, Hans Ulrich | Quanti I | O. Sinfonica di Roma della RAI - Gazzelloni (fl), Faber (ob), Rzewski (p)                                                                                  | RCA Dynagroove MLDS 61005 (3 Lp), RCA Victrola VIC-VICS 1239, 1312, 1313 (lp), RCA Victrola 940.044, 940.045, 940.046 (lp)                                            |
| 1966 | Ligeti               | Aventures - Nouvelles Aventures | Internationales Kammerensemble Darmstadt - S.: Gertie Charlent, C.: Marie Thérèse Cahn, Bar.: William Pearson                                              | WER 60022 (lp), [1984] WER 60095 (lp), [1985] WER 60045-50 |
| 1966 | Baaren, Kees v.      | Piano Concerto | Concertgebouworkest, Aloys Kontarsky (p) | Donemus DAVS 6603 (lp) |
| 1966 | Vlijmen, Jan v.      | Serenata II | Radio Philarmonisch Orkest - Peter van Munster (fl) | Donemus DAVS 6603 (lp) |
| 1967 | Joep Straesser       | 22 Pages | Radio Philarmonisch Orkest - Marco Bakker (t), Henk van den Brink (bar), Cornelis Kalkman (B)                                                              | Donemus DAVS 6702 (lp) |
| 1967 | Maderna              | Hyperion III | Sinfonieorchester des Südwestfunks - Gazzelloni (fl) | WER 60029 (lp) |
| 1968 | Bach, J.S.           | Suite n.2 per orchestra BWV 1067 | Residentie-Orkest - Koos Verheul (fl) | IRAMAC 6537 (lp), EMI 5C 063.24041 (lp) |
| 1968 | Bach, J.S.           | Suite n.3 per orchestra BWV 1068 | Residentie-Orkest - Koos Verheul (fl) | IRAMAC 6537 (lp), EMI 5C 063.24041 (lp) |
| 1969 | Vlijmen, Jan v.      | Serenata I | Concertgebouworkest | Donemus DAVS 6902 (lp) |
| 1969 | Stockhausen          | Gruppen per tre orchestre | Kölner Rundfunk-Sinfonie-Orchester, altri dir.: Stockhausen, Gielen                                                                                        | DG 137 002 (lp) |
| 1970 | Nono                 | Canciones a Guiomar | Radio-Symphonie-Orchester Berlin - Liliana Poli (sop), Coro femminile                                                                                      | WER 60051 (lp) |
| 1970 | Bartók               | Il mandarino meraviglioso | O. National de l'Opéra de Monte-Carlo | Guilde Internationale du Disque GID SMS 2660 (lp), Festival Classique FC 495 (lp), Festival Classique FCK 4095 (mc)                                                   |
| 1970 | Bartók               | Suite di danze | O. National de l'Opéra de Monte-Carlo | Guilde Internationale du Disque GID SMS 2660 (lp), Festival Classique FC 495 (lp), Festival Classique FCK 4095 (mc)                                                   |
| 1971 | Bartók               | Concerto nº 3 para piano. | O. National de l'Opéra de Monte-Carlo - Claude Hellfer (p)                                                                                                 | Guilde Internationale du Disque GID SMS 2661 (lp), Festival Classique FC 438, Festival Classique FCK 4038 (mc)                                                        |
| 1971 | Prokofiev            | Concerto nº 3 para piano. | O. National de l'Opéra de Monte-Carlo - Claude Hellfer (p)                                                                                                 | Guilde Internationale du Disque GID SMS 2661 (lp), Festival Classique FC 438, Festival Classique FCK 4038 (mc)                                                        |
| 1972 | Hermansson, Ake      | In nuce per grande orchestra op.7 | Sinfonieorchester des Südwestfunks | Phono Suecia SLT 33215 (lp) |
| 1972 | Ravel                | La valse | Sinfonieorchester des Saarländischen Rundfunks | Saarländischer Rundfunk RB 1001 (lp) |
| 1974 | Messiaen             | Et expecto resurrectionem mortuorum | ORF-Symphonieorchester & Chor Wien - Peter Baillié (ten), Ladislav Illavsky (bar)                                                                          | Teldec 6.48066 EK (lp) |
| 1974 | Stravinski           | Canticum sacrum | ORF-Symphonieorchester & Chor Wien - Peter Baillié (ten), Ladislav Illavsky (bar)                                                                          | Teldec 6.48066 EK (lp) |
| 1974 | Boulez               | Cummings ist der Dichter | ORF-Symphonieorchester & Chor Wien - Peter Baillié (ten), Ladislav Illavsky (bar)                                                                          | Teldec 6.48066 EK (lp) |
| 1974 | Lutoslawski          | Trois poèmes d'Henry Michaux | ORF-Symphonieorchester & Chor Wien - Peter Baillié (ten), Ladislav Illavsky (bar)                                                                          | Teldec 6.48066 EK (lp) |
| 1981 | Maderna              | Concerto n.3 per oboe | Radio Philharmonisch Orkest - Han de Vries (ob) | BVHAAST 032-033 (lp) |
| 1981 | Maderna              | Concerto per violino | Sinfonieorchester des Saarländischen Rundfunks - T.Olof (vl)                                                                                               | BVHAAST 032-033 (lp) |
| 1981 | Brahms               | Doppio Concerto op.102 | O. Sinfonica di Roma della RAI - Accardo (vl) Palm (vc) | Movimento Musica WEA 01.017 (lp), [1988] Fonit Cetra CDE 1030 |
| 1982 | Stockhausen          | Gruppen per tre orchestre | Kölner Rundfunk-Sinfonie-Orchester - altri dir.: Stockhausen, Pierre Boulez                                                                                | Harmonia Mundi - EMI Electrola LC 0761 (lp) |
| 1982 | Rota                 | Concerto soirée | O. Sinfonica di Milano della RAI - Nino Rota (p) | Fonit Cetra LAR 27 (lp) |
| 1983 | Manzoni              | Parole da Beckett | O. Sinfonica e Coro di Roma della RAI - Coro da camera della RAI                                                                                           | Fonit Cetra ITL 70098 (lp) |
| 1983 | Huber, N.A.          | Parusie per grande orchestra | Symphonieorchester des Bayerischen Rundfunk | Harmonia Mundi - EMI Electrola LC 0761 (lp) |
| 1984 | Schönberg            | Un sopravvissuto di Varsavia op.46 | O. Sinfonica e Coro di Torino della RAI - Catherine Gayer (sop)                                                                                            | Fonit Cetra LAR 36 (lp) |
| 1984 | Schönberg            | Cinque pezzi per orchestra op.16 | O. Sinfonica e Coro di Torino della RAI - Catherine Gayer (sop)                                                                                            | Fonit Cetra LAR 36 (lp) |
| 1984 | Webern               | Sei pezzi per orchestra op.6 | O. Sinfonica e Coro di Torino della RAI - Catherine Gayer (sop)                                                                                            | Fonit Cetra LAR 36 (lp) |
| 1984 | Berg                 | Pezzi sinfonici da "Lulu" | O. Sinfonica e Coro di Torino della RAI - Catherine Gayer (sop)                                                                                            | Fonit Cetra LAR 36 (lp) |
| 1984 | Berg                 | Tre frammenti da "Wozzeck" | O. Sinfonica di Torino della RAI - Sophia van Sante (A), fl.: Gazzelloni (fl)                                                                              | Fonit Cetra LAR 36 (lp) |
| 1986 | Stravinski           | L'uccello di fuoco, suite dal balletto | O. Sinfonica di Milano della RAI | Fonit Cetra LAR 48 (lp) |
| 1986 | Stravinski           | Scherzo alla russa - Tango | O. Sinfonica di Roma della RAI | Fonit Cetra LAR 48 (lp) |
| 1986 | Stravinski           | Le chant du rossignol | O. Sinfonica di Torino della RAI | Fonit Cetra LAR 48 (lp) |
| 1987 | Schollum, Robert     | IV. Symphonie op.74 per orchestra | ORF-Symphonieorchester | Classic Amadeo 423 735-1 (lp) |
| 1988 | Mozart, W.A.         | Sinfonia n.18 K.130 | O. Sinfonica di Milano della RAI | STR 13601 |
| 1988 | Stravinski           | La sagra della primavera | Wiener Symphoniker | STR 13601 |
| 1988 | Schönberg            | Cinque pezzi op.16 | O. Sinfonica e Coro di Torino della RAI | STR 13601 |
| 1988 | Schönberg            | Un sopravvissuto di Varsavia op.46 | O. Sinfonica e Coro di Torino della RAI | STR 13601 |
| 1988 | Berg                 | Pezzi sinfonici da "Lulu" | O. Sinfonica di Torino della RAI - Catherine Gayer (sop)                                                                                                   | STR 13605 |
| 1988 | Nono                 | Il canto sospeso | Kölner Rundfunk-Sinfonie-Orchester- Kölner Rundfunkchor - S.: Ilse Hollweg, A.: Eva Bornemann, T.: Friedrich Lenz                                          | STR 10008 |
| 1988 | Maderna              | Hyperion | O. Sinfonica di Roma della RAI - Gazzelloni (fl), Dorothy Dorow (sop)                                                                                      | STR 10008 |
| 1988 | Maderna              | Pantomima da "Hyperion" | Internationales Kammerensemble Darmstadt - Gazzelloni (fl), Berberian (sop)                                                                                | STR 10009 |
| 1988 | Mahler               | Sinfonia n.7 in mi min. | Wiener Symphoniker | Hunt CD 547 |
| 1989 | Malipiero, G.        | Pause del silenzio | O. Sinfonica di Torino della RAI | STR 13608 |
| 1989 | Webern               | Sei pezzi per orchestra op.6 | O. Sinfonica di Torino della RAI | STR 13608 |
| 1989 | Maderna              | Concerto per violino | O. del Teatro La Fenice - Theo Olof (vl) | STR 10021 |
| 1989 | Maderna              | Concerto n.2 per oboe | Residentie-Orkest - Lothar Faber (ob) | STR 10021 |
| 1989 | Maderna              | Quadrivium | O. Sinfonica di Roma della RAI - perc.: Bernard Balet, Jean-Pierre Drouet, Gerard Lemaire, Diego Masson                                                    | STR 10021 |
| 1989 | Boulez               | Le marteau sans maître | Carla Henius (A), Gazzelloni (fl), Dino Asciolla (vla), Alvaro Company (chit), Leonida Torrebruno (xil), Antonio Striano (vib), Siegfried Rockstroh (perc) | STR 10028 |